# Einar Zachrison

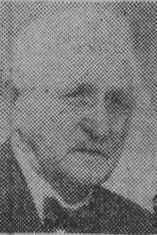
Einar Zachrison

Otto Einar Alexius Zachrisson, född 3 juli 1876 i Karlskrona, död 7 september 1970 i Alingsås, var en svensk arkitekt och målare.  
Han var son till byggmästaren Anders Zachrisson och Maria Carlsson och från 1881 gift med Agda Maria Thunberg. Efter utbildningen till arkitekt var han verksam inom detta yrke och ritade ett flertal skolor och affärsbyggnader. Som konstnär studerade han för Carl Wilhelmson och en kortare tid vid Académie Colarossi i Paris samt med självstudier under resor till Tyskland och Frankrike. Han medverkade i samlingsutställningar arrangerade av Karlsborgs konstförening och Alingsås konstförening. Hans konst består av landskapsmålningar och porträtt utförda i olja.